# 박초롱
박초롱(1991년 3월 3일 ~ )은 대한민국의 가수, 배우이며 걸 그룹 에이핑크의 리더 및 서브보컬을 맡고 있다.

## 음반

### 작사
- 2012년 〈4월 19일〉
- 2014년 〈사랑동화〉
- 2014년 〈So Long〉
- 2014년 〈Wanna Be〉
- 2015년 〈Dejavu〉
- 2016년 〈네가 손짓해주면〉
- 2016년 〈To. Us〉
- 2016년 〈흔한 일〉 (손나은과 공동 작사)
- 2017년 〈Eyes〉
- 2018년 〈Don't be silly〉
- 2019년 〈enough〉
- 2020년 〈너의 모든 순간을 사랑해〉

## 출연 작품

### 광고
- 2016년 듀오백 전속 모델 (with 손나은)
- 2018년 스포츠웨어 브랜드 '리바디' 전속모델 (with 윤보미)
- 2018년 베리디크(veridique) 전속모델

### 교양
- 2013년 MBC 특별기획 《2013 코이카의 꿈》 (2013.11.09. / 2013.11.16.)

### 드라마
- 2011년 MBC 시트콤 《몽땅 내 사랑》 - 박초롱 역
- 2012년 tvN 드라마 《응답하라 1997》 - 고등학생 이일화 역 (특별출연)
- 2014년 tvN 드라마 《아홉수 소년》 - 한수아(본명: 한봉숙) 역
- 2017년 웹드라마 《로맨스 특별법》 - 서지혜 역
- 2018년 tvN 드라마 《시를 잊은 그대에게》 - 김미래 역 (특별 출연)

### 영화
- 2020년 《불량한 가족》 - 유리 역

### 뮤직비디오 (특별 출연)
- 비스트 - Shock (Japanese Ver.) (2011년)
- 비스트 - Beautiful (2010년)
- 비투비 - 비밀 (2012년)
- 허각 - 혼자, 한잔 (2017년)
- 이창섭 - Gone (2018년)

### 예능
- 2011년 트렌디 《에이핑크 뉴스 시즌 1》 (2011.03.11 ~ 2011.06.10)
- 2011년 트렌디 《에이핑크 뉴스 시즌 2》 (2011.11.25 ~ 2012.02.10)
- 2012년 MBC every1 《주간 아이돌》 25회 (2012.1.7)
- 2012년 KBS2 《자유 선언 토요일》 - 가족의 탄생 (2011.11.12 ~ 2012.02.25)
- 2012년 MBC every1 《주간 아이돌》 44회 (2012.5.23)
- 2012년 트렌디 《에이핑크 뉴스 시즌 3》 (2012.06.22 ~ 2012.09.14)
- 2012년 QTV 《포미닛의 트래블 메이커》 (2012.08.22 ~ 2012.08.30)
- 2012년 MBC 《미스&미스터 아이돌 코리아 선발대회》 (2012.10.01)
- 2013년 MBC every1 《주간아이돌》 104회 (2013.07.17)
- 2013년 SBS 《런닝맨》 177회 (2013.12.22)
- 2014년 MBC 《무한도전》 366회 응원단 편 (2014.01.25)
- 2014년 아리랑 TV 《After School Club》 (2014.04.08)
- 2014년 MBC every1 《주간 아이돌》 142회 (2014.04.09)
- 2014년 Mnet 《비틀즈 코드 3D》 17회 (2014.04.15)
- 2014년 MBC every1 《에이핑크의 쇼타임》 (2014.08.07 ~ 2014.09.25)
- 2014년 MBC every1 《주간 아이돌》 175회 (2014.12.03)
- 2014년 아리랑 TV 《After School Club》 (2014.12.16)
- 2015년 MBC every1 《주간 아이돌》 192회 (2015.04.01)
- 2015년 MBC every1 《주간 아이돌》 193회 (2015.04.08)
- 2015년 SBS Plus 《날씬한 도시락 1》 (2015.05.02~2015.06.06)
- 2015년 MBC every1 《주간 아이돌》 208회 (2015.07.22)
- 2015년 KBS2 《우리동네 예체능》 130회 여자 호신술 훈련 & 세 번째 정식 대결 (2015.11.10)
- 2016년 On Style 《겟잇뷰티 2016》 4화 스페셜 MC (2016.02.24)
- 2016년 KBS2 《안녕하세요》 136회, 293회 (2013.08.12, 2016.10.03)
- 2016년 네이버TV 《익스트림 어드벤처》 (2016.09.23 ~ 2016.10.13)
- 2016년 MBC every1 《주간 아이돌》 271회 (2016.10.05)
- 2016년 Mnet 《양남자쇼》 6회 (2016.12.22)
- 2017년 KBS2 《걸그룹 대첩 가문의 영광》 (2017.01.27)
- 2017년 O'live & tvN 《원나잇 푸드트립: 먹방레이스》 (2017.02.15 ~ 2017.3.15)
- 2017년 JTBC 《비정상회담》 154회 (2017.06.19) - (손나은과 동반출연)
- 2017년 JTBC 《아는 형님》 81회 (2017.06.19)
- 2017년 MBC every1 《주간 아이돌》 309회 (2017.06.28)
- 2017년 SBS 《정글의 법칙》 33기 (2017.10.27 ~ 2017.11.24) - (윤보미와 동반출연)
- 2018년 JTBC 《아는 형님》 134회 (2018.06.30)
- 2018년 JTBC 《아이돌룸》 9회 (2018.07.03)
- 2018년 tvN 《인생술집》 78회 (2018.07.05) - (정은지와 동반출연)
- 2018년 MBC every1 《주간 아이돌》 365회 (2018.07.25)
- 2018년 MBC every1 《주간 아이돌》 366회 (2018.08.01)
- 2020년 SBS 《런닝맨》 486회 (2020.01.19)
- 2022년 SBS 《꼬리에 꼬리를 무는 그날 이야기》 42회 (2022.09.22)
- 2022년 SBS F!L 《라이브플렉스》 (2022.12.26. ~ 2022.12.29)

### 화보
- 2015년 슈어 Sure 2015.10. 뷰티 화보
- 2015년 슈어 Sure 2015.12. 피트니스 화보

### 라디오
- 2020년 《신혜성의 음악 오디세이》 목요일 고정 게스트 (2020년 4월 2일 ~ )
- 2020년 《멜론스테이션 DOL잔치》 DJ (2020년 6월 22일 ~ )

## 홍보대사
- 2017년 제19회 부천 국제 애니메이션 페스티벌 홍보대사